# 더 몽키
"더 몽키"(영어: The Monkey)는 2025년 개봉한 미국의 초자연 공포 영화이다. 오즈 퍼킨스가 감독과 각본을 맡았으며, 스티븐 킹의 동명 단편 소설이 영화의 원작이다.